# Schwarzensee (Zillertaler Alpen)
Der Schwarzensee (häufig auch nur Schwarzsee) ist ein Bergsee in den Zillertaler Alpen auf einer Höhe von 2472 m ü. A.
Der Karsee liegt südwestlich an der Zsigmondyspitze im hintersten Zemmgrund. Oberhalb im Roßkar befindet sich der kleinere Eissee 2674 m ü. A., der heute die Quelle des Zemmbachs darstellt. Die Gemeindegrenze Finkenberg–Mayrhofen verläuft im See.
Der See ist am Berliner Höhenweg nordostwärts von der Berliner Hütte erreichbar, von wo man über den Eissee auch zur Melkerscharte und über diese in die Gunggl gelangt.

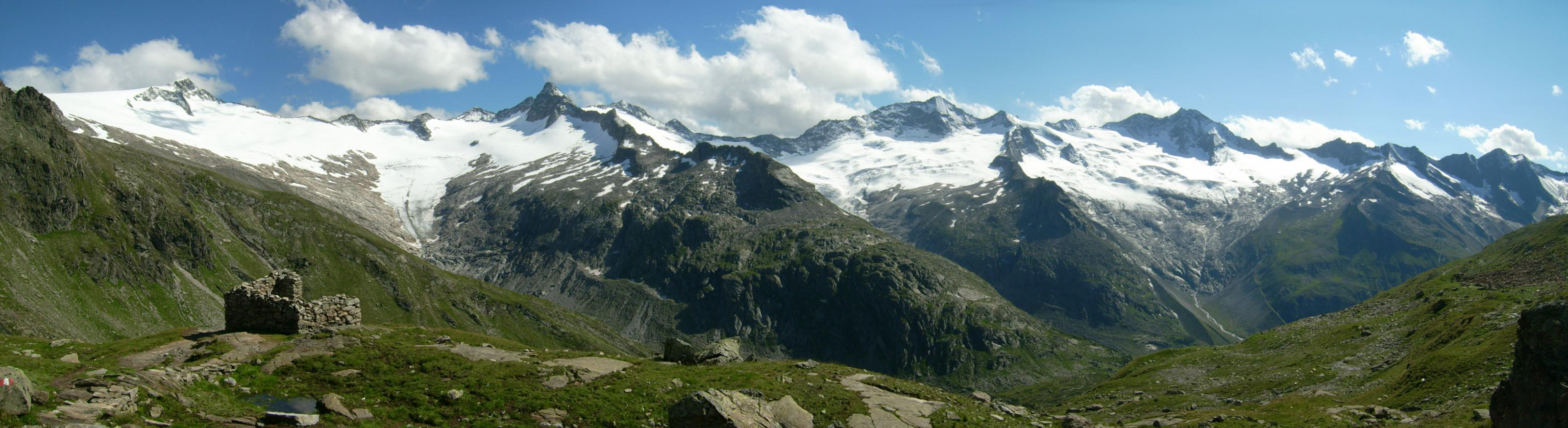
Panorama vom Schwarzensee mit Schwarzenstein-, Horn- und Waxeggkees